# Saint-Gervais (Gard)
Saint-Gervais ist eine französische Gemeinde mit 792 Einwohnern (Stand 1. Januar 2022) im Département Gard der Region Okzitanien.

## Geografie
Saint-Gervais liegt vier Kilometer nordwestlich von Bagnols-sur-Cèze und wird vom Fluss Cèze durchquert.

## Geschichte
Der Ort ist nach einem der Heiligen mit Namen Gervasius benannt. 
Schon vor der Römerzeit begann in Saint-Gervais der Weinbau und die Olivenproduktion sowie die Verwendung von Schrift. Bereits im 1. und 2. Jahrhundert lebte man in der Region vor allem vom Weinbau. Die Römer exportierten die Waren über die Rhone und über die Römerstraße Richtung Nîmes. Im 9. Jahrhundert entstand die Kirche des Ortes, sie wurde immer wieder erweitert. Seit 1871 gibt es in der Kirche ein 10,5 m² großes Gemälde des Malers Jacques Clément Wagrez.

### Bevölkerungsentwicklung
| Jahr      | 1962 | 1968 | 1975 | 1982 | 1990 | 1999 | 2008 | 2017 |
| Einwohner | 509  | 528  | 502  | 549  | 600  | 664  | 673  | 720  |

## Sehenswürdigkeiten

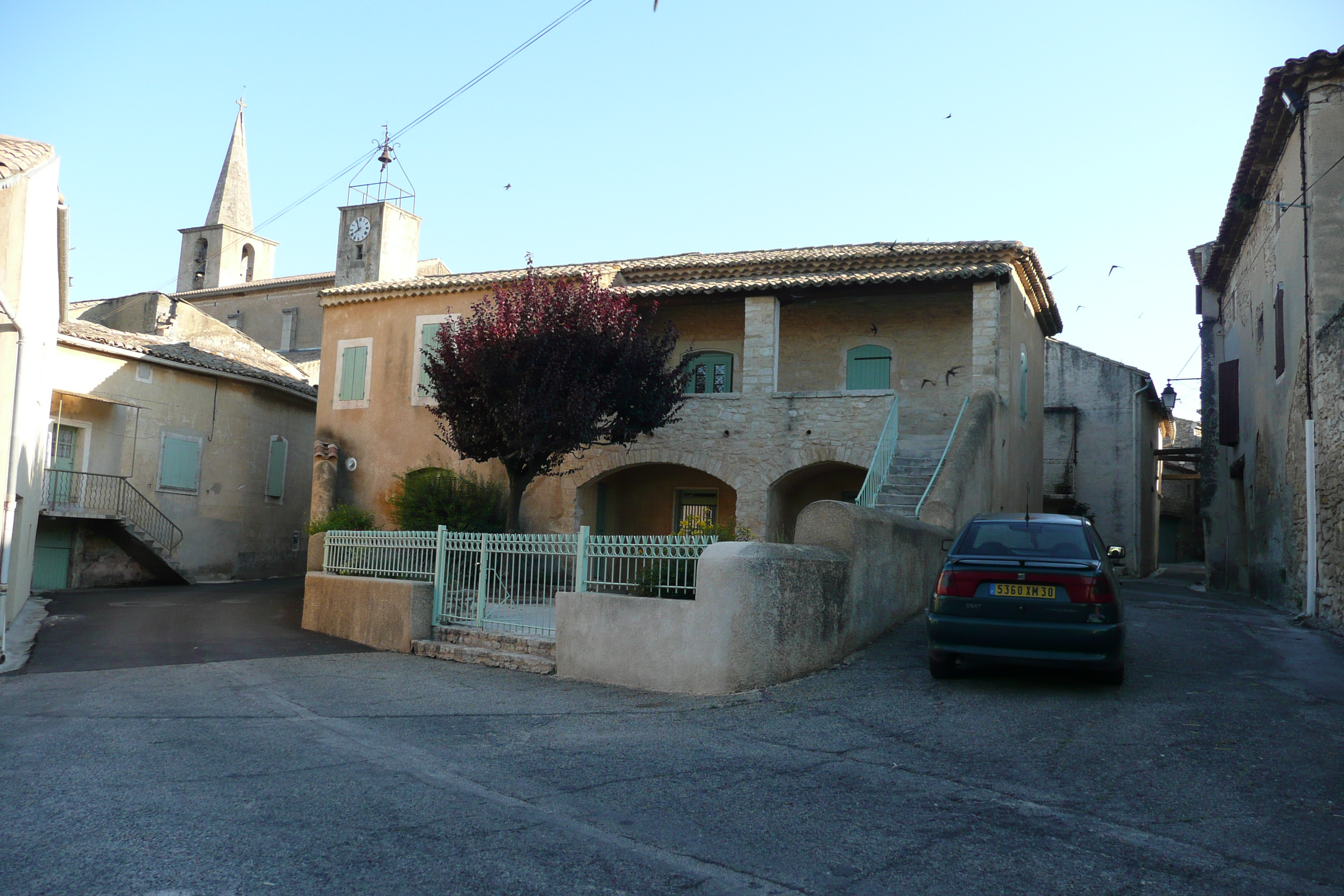
Blick zur Kirche Saint-Gervais

- Pfarrkirche Saint-Gervais mit den Reliquien der Heiligen Firmin und Viktor
- Brunnen aus dem Jahr 1767 und Lavoir
- Altes Schloss (im 13. Jahrhundert als Burg gebaut, 1607 zum Schloss umgebaut)[3]